# Sitio de Mercq
El sitio de Mercq de 1405 fue un intento francés de conquistar esta ciudad, que estaba en posesión de los ingleses. El conflicto forma parte de la guerra de los Cien Años.

## El asedio
El 6 de mayo de 1405, un ejército francés al mando de Valerán III, conde de Ligny y Saint-Pol, asedió el castillo inglés de Mercq, en Paso de Calais (Francia).
El asedio resultó inútil ya que los refuerzos ingleses encabezados por el teniente de Calais, Ricardo Aston, llegó con la guarnición de Calais para contraatacar y levantar el asedio. Aunque sorprendidos por el ataque inglés, las tropas francesas se guarnecieron en las trincheras, pero los ballesteros genoveses no tenían pernos y el ejército de Saint-Pol sufrió pérdidas ante los arqueros ingleses. Los primeros en huir fueron los flamencos, seguidos rápidamente por los franceses y los genoveses.  Valerán escapó con los restos de su ejército, pero la mayoría fueron asesinados o capturados. Los ingleses se hicieron con toda la artillería francesa, cuatro estandartes, y entre 60 y 80 prisioneros.